# Omalotheca hoppeana
La canapicchia di Hoppe (nome scientifico  Omalotheca hoppeana  (W.D.J.Koch) Sch.Bip. & F.W.Schultz, 1861 ) è una specie di pianta angiosperma dicotiledone della famiglia delle Asteraceae (sottofamiglia Asteroideae).

## Etimologia
Il nome generico (Omalotehca) deriva da due parole greche "omalo/homalo" (= liscio) e "theca" (= scatola, contenitore); insieme significa "rivestimento liscio".. L'epiteto specifico (hoppeana) è stato dato in onore di D.H. Hoppe (1760 - 1846) professore di botanica a Ratisbona.
Il nome scientifico della specie è stato definito dai botanici Wilhelm Daniel Joseph Koch (1771-1849), Carl Heinrich Schultz (1805-1867) e Friedrich Wilhelm Schultz (1804-1876) nella pubblicazione " Archives de Flore: journal (recueil) botanique" ( Arch. Fl. 2: 311) del 1861.

## Descrizione

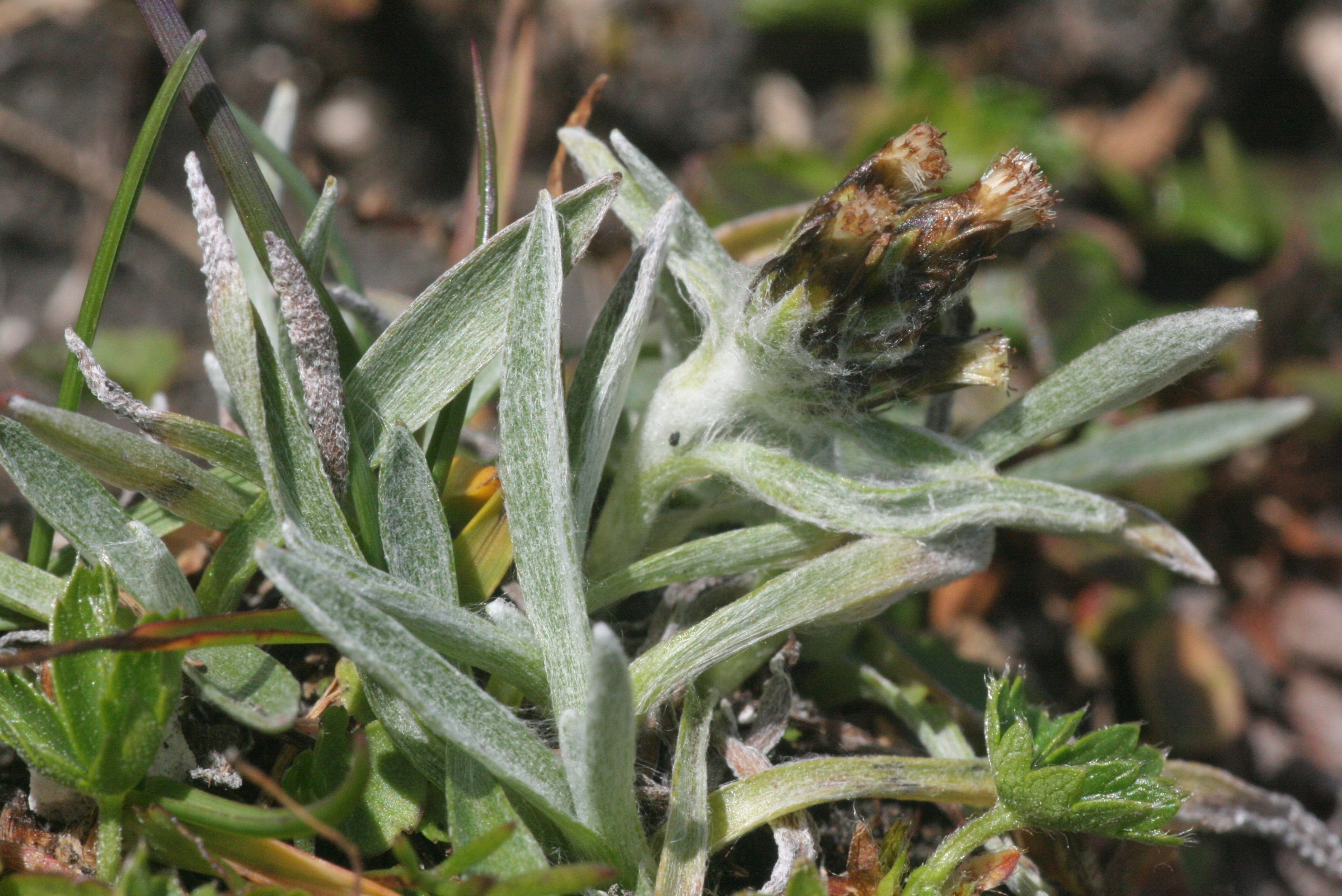
Infiorescenza

Portamento. La specie di questa voce ha un habitus di tipo erbaceo perenne. La forma biologica è emicriptofita scaposa (H scap), ossia in generale sono piante erbacee, a ciclo biologico perenne, con gemme svernanti al livello del suolo e protette dalla lettiera o dalla neve e sono dotate di un asse fiorale eretto e spesso privo di foglie. I cauli di queste piante sono provvisti del floema, ma non di canali resiniferi; mentre i sesquiterpeni lattoni sono normalmente assenti (piante senza lattice).
Fusto. La parte aerea in genere è eretta, ascendente e semplice. Altezza media: 2 – 10 cm.
Foglie. Le foglie in genere sono basali (in rosette persistenti) e cauline disposte in modo alternato e sono quasi sempre sessili (o sub-picciolate). 
- Foglie basali: hanno delle forme lineari-spatolate, l'apice è acuto e le facce sono di tipo grigio-tomentose. Sono inoltre uninervie. Dimensione delle foglie: 2 - 4 x 15 – 30 mm.
- Foglie cauline: sono più strette.

Infiorescenza. Le sinflorescenze sono composte da pochi capolini raccolti all'ascella delle foglie superiori. Le infiorescenze vere e proprie sono formate da un capolino terminale di tipo disciforme (con fiori eterogami). I capolini sono formati da un involucro, con forme da turbinate a campanulate, composto da diverse brattee, al cui interno un ricettacolo fa da base ai fiori. Le brattee, a consistenza cartacea e all'apice colorate di brunastro, sono disposte in modo più o meno embricato su 2 - 3 serie e possono essere connate alla base (strati di stereoma indiviso); talora possono avere un margine ialino; alcune sono conniventi alla fruttificazione. Il ricettacolo è nudo ossia senza pagliette a protezione della base dei fiori; la forma normalmente è piatta o concava. Lunghezza dei capolini: 4 – 6 mm.
Fiori.  I fiori sono tetra-ciclici (formati cioè da 4 verticilli: calice – corolla – androceo – gineceo) e pentameri (calice e corolla formati da 5 elementi). Sono inoltre tubulosi, attinomorfi e si distinguono in:
- fiori del disco esterni (pochi su una sola serie): sono femminili e filiformi;
- fiori del disco centrali (abbondanti): sono ermafroditi; le forme sono tubulari;

In questo gruppo di piante i fiori radiati (ligulati o del raggio) sono assenti; a volte sono confusi con i fiori femminili (tubulosi) del disco esterno più o meno sub-zigomorfi con un lembo piatto e possono essere interpretati come fiori del raggio.
- Formula fiorale:

*/x K {\displaystyle \infty }, [C (5), A (5)], G 2 (infero), achenio
- Calice: i sepali del calice sono ridotti ad una coroncina di squame.
- Corolla: la forma della corolla normalmente è tubolare con 5 lobi (raramente 4); i lobi hanno delle forme da lanceolate o deltate a lineari. I colori della corolla sono da violaceo a biancastro (fiori esterni); da violaceo a rossastro (fiori più interni).
- Androceo: l'androceo è formato da 5 stami sorretti da filamenti generalmente liberi; gli stami sono connati e formano un manicotto circondante lo stilo; le teche (produttrici del polline) sono prive di sperone, ma hanno la coda (una sola); le appendici apicali delle antere hanno delle forme piatte; il tessuto endoteciale (rivestimento interno dell'antera) è quasi sempre polarizzato (con due superfici distinte: una verso l'esterno e una verso l'interno). Il polline è di tipo echinato (con punte sporgenti) a forma sferica è formato inoltre da due strati di ectesine, mentre lo strato basale è spesso e regolarmente perforato (tipo “gnafaloide”).[8]
- Gineceo: l'ovario è infero uniloculare formato da 2 carpelli. Lo stilo (il recettore del polline) è intero o biforcato con due stigmi nella parte apicale. Gli stigmi hanno una forma da troncata a allungata e ottusa; possono essere ricoperti da minute papille o avere dei penicilli apicali o dorsali. Le superfici stigmatiche sono separate.[8]
- Antesi: da luglio a agosto.

Frutti. I frutti sono degli acheni con pappo. Gli acheni sono piccoli a forma da obovoide a cilindrica o fusiforme e leggermente compressi; la superficie può essere ricoperta di piccoli peli o papille; il pericarpo può essere percorso longitudinalmente da alcuni fasci vascolari. Il pappo, caduco, è formato da 15 - 25 setole, monoseriate, capillari barbate connate alla base in un anello oppure libere. Lunghezza degli acheni: 1,5 – 2 mm.

## Biologia
Impollinazione: tramite insetti (impollinazione entomogama tramite farfalle diurne e notturne).

Riproduzione: la fecondazione avviene fondamentalmente tramite l'impollinazione dei fiori.

Dispersione: i semi cadono a terra e vengono dispersi soprattutto da insetti come formiche (disseminazione mirmecoria). Un altro tipo di dispersione è zoocoria: gli uncini delle brattee dell'involucro (se presenti) si agganciano ai peli degli animali di passaggio che portano così i semi anche su lunghe distanze. Inoltre per merito del pappo il vento può trasportare i semi anche per alcuni chilometri (disseminazione anemocora).

## Distribuzione e habitat

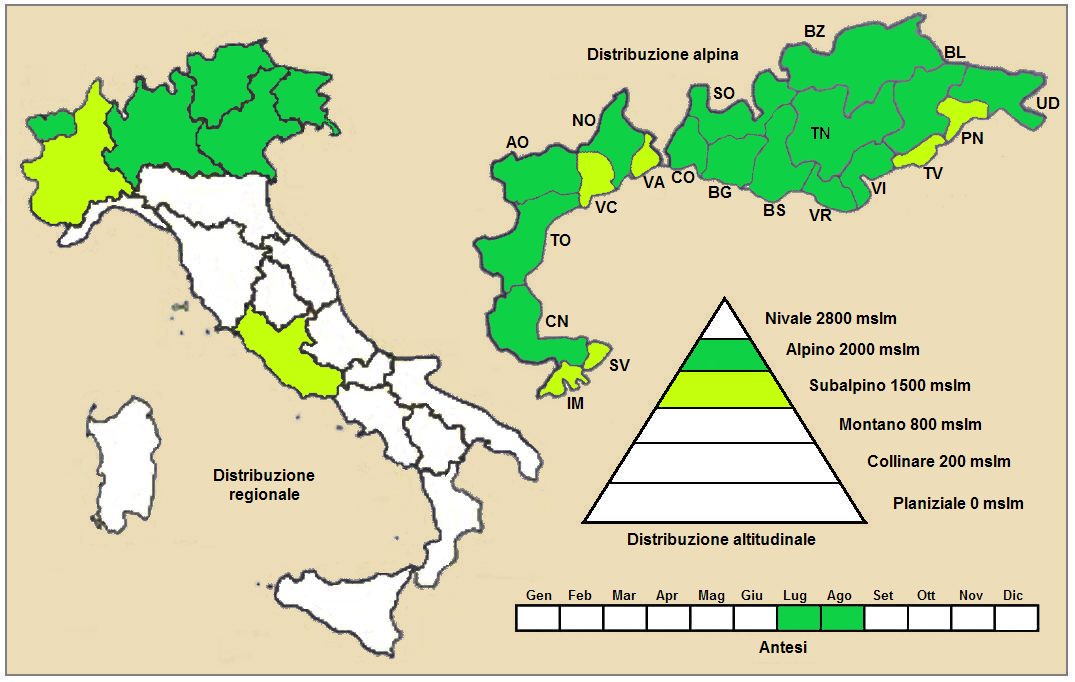
Distribuzione della pianta (Distribuzione regionale – Distribuzione alpina)

Geoelemento: il tipo corologico (area di origine) è Orofita - Sud Est Europeo.
Distribuzione: in Italia questa specie si trova raramente nelle Alpi orientali (nelle Alpi occidentali è rarissima). Fuori dall'Italia, sempre nelle Alpi, questa specie si trova in Francia, Svizzera, Austria e Slovenia. Sugli altri rilievi collegati alle Alpi è presente nel Massiccio del Giura, Pirenei e Carpazi.
Habitat: l'habitat preferito per queste piante sono le vallette nivali e i ghiaioni lungamente innevati. Il substrato preferito è calcareo con pH basico, bassi valori nutrizionali del terreno che deve essere mediamente umido.
Distribuzione altitudinale: sui rilievi alpini, in Italia, queste piante si possono trovare fino a quote comprese tra 2.200 e 2.650 m s.l.m.; nelle Alpi frequentano quindi i seguenti piani vegetazionali: alpino e in parte quello subalpino.

### Fitosociologia. Areale alpino
Dal punto di vista fitosociologico alpino la specie di questa voce appartiene alla seguente comunità vegetale:
Formazione: comunità delle fessure, delle rupi e dei ghiaioni.
Classe: Thlaspietea rotundifolii
Ordine: Arabidetalia caeruleae
Alleanza: Arabidion caeruleae

## Tassonomia
La famiglia di appartenenza di questa voce (Asteraceae o Compositae, nomen conservandum) probabilmente originaria del Sud America, è la più numerosa del mondo vegetale, comprende oltre 23.000 specie distribuite su 1.535 generi, oppure 22.750 specie e 1.530 generi secondo altre fonti (una delle checklist più aggiornata elenca fino a 1.679 generi). La famiglia attualmente (2021) è divisa in 16 sottofamiglie; la sottofamiglia Asteroideae è una di queste e rappresenta l'evoluzione più recente di tutta la famiglia.

### Filogenesi
Il genere di questa voce è descritto nella tribù Gnaphalieae, una delle 21 tribù della sottofamiglia Asteroideae. La sottotribù Gnaphaliinae è caratterizzata da portamenti di vario tipo con specie ginomonoiche e monoiche, da foglie con margini interi, da capolini disciformi omogami o eterogami e raramente radiati (o subradiati), dallo stilo con rami troncati e superfici stigmatiche separate apicalmente, da acheni glabri o con tricomi allungati e pappo ridotto.
Il genere Omalotheca appartiene al clade Flag, un gruppo informale monofiletico della sottotribù Gnaphaliinae. In questo gruppo sono presenti specie dioiche (solo fiori femminili o solo fiori maschili) e piante a portamento cusciniforme. I capolini, in formazioni corimbose o spiciformi, possono essere sottesi da foglie bratteali. Il ricettacolo in alcuni casi è squamoso.  Il "Flag clade", da un punto di vista filogenetico, può essere suddiviso in due parti: il "Lucilia-group" e il resto del clade (in posizione "basale") considerato "gruppo fratello" del primo. Il genere di questa voce appartiene a quest'ultimo gruppo.
Sandro Pignatti nella "Flora d'Italia" (seconda edizione del 2018) divide le specie di Omalotheca (in realtà classificate come Gnaphalium) della flora spontanea italiana in due gruppi:
- (1) sinflorescenze con numerosi capolini e fusti allungati (fino a 60 cm);
- (2) sinflorescenze con pochi capolini e fusti brevi (fino a 12 cm).

La specie di questa voce appartiene al secondo gruppo.
I caratteri distintivi della specie  Omalotheca hoppeana sono:
- il ciclo biologico è perenne;
- l'altezza della pianta varia da 2 a 10 cm;
- le sinflorescenze hanno pochi capolini (da 1 - 5 fino a 12);
- le brattee esterne dell'involucro sono lunghe 1/3 di quelle interne;
- i fiori periferici (femminili) sono pochi e disposti su una sola serie;
- i fiori ermafroditi sono abbondanti.

Il numero cromosomico delle specie di questa voce è: 2n = 28 .

### Sinonimi
Sono elencati alcuni sinonimi per questa entità:
- Gnaphalium hoppeanum W.D.J.Koch
- Gnaphalium supinum subsp. hoppeanum (W.D.J.Koch) Neuman